# 가족사진 (2012년 드라마)
《가족사진》은 SBS에서 2012년 9월 29일에 방영된 추석 특집 드라마로, 당초 2012년 3월 12일 수목 미니시리즈 《부탁해요 캡틴》 후속작으로 편성 예정이었으나 《샐러리맨 초한지》 스페셜편이 편성되면서 불발되어 뒤로 밀렸다.

## 등장 인물

### 주요 인물
- 안내상 : 한상태 역
- 신현빈 : 한미화 역

### 그외 인물들
- 안석환 : 한상식 역
- 송채환 : 이숙희 역
- 정재순 : 송금선 역
- 김지완 : 노성민 역
- 김동균 : 허설중 역
- 문지은 : 정하나 역
- 김기현 : 박해오 역
- 서영주 : 한진우 역 (아역 이도현)